# Another Side of Seiko 27
『Another Side of Seiko 27』（アナザー・サイド・オブ・セイコ 27）は、松田聖子の生産限定2枚組ベスト・アルバム（通常盤は『Another Side of Seiko 14』）。2003年11月27日発売。発売元はSony Records。

## 解説
1980年の歌手デビューから25周年を迎えるにあたって企画された、リクエスト形式のベスト・アルバム。
本項で記す2枚組初回限定生産盤以外に、上位14曲を収録したDisc.1のみの通常盤（『Another Side of Seiko 14』）がある。
応募形式は、インターネット投票、官製はがきによる投票（リクエスト開始当時、新聞広告が掲載された）、リクエスト対象楽曲のリスト掲載チラシ（CDショップや、コンサート会場の客席に置かれた）の切り取り型はがきによる投票など。
応募総数約1万5千通のリクエストを元に、2パターンのベスト盤を制作。『Another Side of Seiko 27』は、シングル曲を除いたアルバム収録曲やシングルC/Wのリクエストを対象に上位27曲を収録した、2枚組の裏ベスト的アルバム。
アルバム収録曲対象と謳ってはいるが、一部の企画盤に収録された曲がリクエスト受付対象外で、主にベスト・アルバム、クリスマス・シーズン発売のアルバムに収録された未発表曲が非対象。『金色のリボン』（1982年12月5日）収録の「星のファンタジー」、『Seiko・plaza』（1983年11月11日）収録の「WITH YOU」、『Seiko・Town』（1984年11月1日）収録の「とんがり屋根の花屋さん」、『LOVE BALLADE』（1986年11月21日）収録の「雪のファンタジー」、『Snow Garden』（1987年11月21日）収録の「Please Don't Go」「妖精たちのTea Party」「恋したら…」など。
初回盤は三方背・二面デジブック仕様。1980年代のシングルジャケットのポストカードを20枚封入。CDジャケットは、2枚組ベスト・アルバム『Bible』（1991年12月1日）のジャケット別カットを細工したもの。通常盤のジャケットは写真が使用されず、イニシャルのロゴのみ。各曲に対する松田本人コメント付。リクエストしてくれたファンへの感謝を込めて（松田本人談）、第1位に輝いた「瑠璃色の地球」のリテイク「瑠璃色の地球2003」を通常盤、初回限定盤にそれぞれ収録。
2006年7月19日に発売された74枚CD-BOX『Seiko Matsuda』にLPサイズジャケットで同梱されている。ただし、ポストカード等のスペシャル・アイテムは未封入。

## 収録曲
全作詞:松本隆（特記以外）

### Disc 1
1. 瑠璃色の地球　（4:25）
  - 作曲:平井夏美　編曲:武部聡志
  - アルバム『SUPREME』（1986年6月1日）収録
2. 時間旅行　（4:28）
  - 作曲:SEIKO　編曲:井上鑑
  - アルバム『SUPREME』収録
3. 制服　（3:33）
  - 作曲:呉田軽穂　編曲:松任谷正隆
  - シングル「赤いスイートピー」（1982年1月21日）片面曲
4. 抱いて…　（4:34）
  - 作曲・編曲: David Foster
  - アルバム『Citron』（1988年5月11日）収録
5. セイシェルの夕陽　（4:19）
  - 作曲・編曲:大村雅朗
  - アルバム『ユートピア』（1983年6月1日）収録
6. 蒼いフォトグラフ　（3:54）
  - 作曲:呉田軽穂　編曲:松任谷正隆
  - シングル「瞳はダイアモンド」（1983年10月28日）片面曲
7. 未来の花嫁　（4:17）
  - 作曲:財津和夫　編曲:大村雅朗
  - アルバム『Candy』（1982年11月10日）収録
8. Only My Love　（4:08）
  - 作詞:三浦徳子　作曲:小田裕一郎　編曲:信田かずお
  - アルバム『North Wind』（1980年12月1日）収録
9. Canary　（4:32）
  - 作曲:SEIKO　編曲:大村雅朗
  - アルバム『Canary』収録
10. 続・赤いスイートピー　（4:29）
  - 作曲:Steve Kipner・Linda Thompson・David Foster
  - 編曲:David Foster
  - アルバム『Citron』収録
11. 螢の草原　（5:12）
  - 作曲:安藤まさひろ　編曲:武部聡志
  - アルバム『SUPREME』収録
12. 真冬の恋人たち　（4:42）
  - 作曲・編曲:大村雅朗
  - アルバム『Candy』収録
13. 夏物語　（3:35）
  - 作詞・作曲・編曲:Shinji Harada
  - アルバム『20th Party』（2000年5月17日）収録
  - 原田真二とデュエット。
14. マイアミ午前5時　（4:57）
  - 作曲:来生たかお　編曲:大村雅朗
  - アルバム『ユートピア』収録
15. 瑠璃色の地球2003　（4:14）
  - ヴォーカルと編曲がリニューアルされた。
  - 『第52回NHK紅白歌合戦』での「瑠璃色の地球2001」が基になっている。

### Disc 2
1. ハートをRock　（4:39）
  - 作曲: 甲斐祥弘　編曲:大村雅朗
  - アルバム『ユートピア』収録
2. SQUALL （3:42）
  - 作詞:三浦徳子　作曲:小田裕一郎　編曲:大村雅朗
  - アルバム『SQUALL』（1980年8月1日）収録
3. チャペルの小径　（4:18）
  - 作詞・作曲・編曲:Shinji Harada
  - シングル「上海ラヴソング」（2000年6月7日）カップリング曲。
4. パイナップル・アイランド　（3:12）
  - 作曲:原田真二　編曲:大村雅朗
  - アルバム『Pineapple』（1982年5月21日）収録
5. いちご畑でつかまえて　（3:53）
  - 作曲:大瀧詠一　編曲:多羅尾伴内
  - アルバム『風立ちぬ』（1981年10月21日）収録
6. Kimono Beat　（3:46）
  - 作曲:小室哲哉　編曲:大村雅朗
  - アルバム『Strawberry Time』（1987年5月16日）収録
7. 櫻の園　（5:17）
  - 作曲:大村雅朗　編曲:石川鉄男
  - アルバム『永遠の少女』（1999年12月18日）収録
8. 花一色 〜野菊のささやき〜　（4:18）
  - 作曲:財津和夫　編曲:瀬尾一三
  - シングル「白いパラソル」（1981年7月21日）B面
9. Sleeping Beauty　（5:43）
  - 作曲・編曲:大村雅朗
  - アルバム『Tinker Bell』（1984年6月10日）収録
10. 感謝しているョ!　（4:08）
  - 作詞:Seiko Matsuda　作曲:Ryo Ogura　編曲:Yuji Toriyama
  - アルバム『20th Party』収録
11. P・R・E・S・E・N・T　（4:38）
  - 作曲:来生たかお　編曲:大村雅朗
  - アルバム『Pineapple』収録
12. ボン・ボヤージュ　（4:30）
  - 作曲:呉田軽穂　編曲:松任谷正隆
  - シングル「Rock'n Rouge」（1984年2月1日）B面
13. 一千一秒物語　（4:22）
  - 作曲:大瀧詠一　編曲:多羅尾伴内
  - アルバム『風立ちぬ』収録

### Another Side of Seiko 14
1. 瑠璃色の地球　（4:25）
2. 制服　（3:33）
3. 時間旅行　（4:28）
4. 抱いて…　（4:34）
5. セイシェルの夕陽　（4:19）
6. 蒼いフォトグラフ　（3:54）
7. 未来の花嫁　（4:17）
8. Only My Love　（4:08）
9. Canary　（4:32）
10. 続・赤いスイートピー　（4:29）
11. 螢の草原　（5:12）
12. 真冬の恋人たち　（4:42）
13. 夏物語　（3:35）
14. マイアミ午前5時　（4:57）
15. 瑠璃色の地球2003　（4:14）